# Barleria kaessneri
Barleria kaessneri är en akantusväxtart som beskrevs av Spencer Le Marchant Moore. Barleria kaessneri ingår i släktet Barleria och familjen akantusväxter. Inga underarter finns listade i Catalogue of Life.